# Saison 1966-1967 de la Juventus FC
Maillots
Chronologie
Saison précédente Saison suivante
La saison 1966-1967 de la Juventus Football Club est la soixante-quatrième de l'histoire du club, créé soixante-dix ans plus tôt en 1897.
Le club turinois prend part ici lors de cette saison à la 65e édition du championnat d'Italie (36e de Serie A), à la 19e édition de la Coupe d'Italie (en italien Coppa Italia), ainsi qu'à la 9e édition de la Coupe des villes de foires.

## Historique
À la suite de trois années consécutives sans accrocher le podium en championnat, la Juve se doit au cours de cette nouvelle saison de rehausser son niveau de jeu pour gagner un titre.
Quelques changements viennent ensuite s'ajouter à l'effectif, comme tout d'abord les défenseurs Alberto Coramini (retour de prêt) puis Elio Rinero, les milieux de terrain Erminio Favalli et Giovanni Sacco (retour de prêt), ainsi qu'un nouvel attaquant, Virginio De Paoli.
Toujours présidés par Vittore Catella et entraînés par le paraguayen Heriberto Herrera, les bianconeri jouent avec la Coppa Italia leur première compétition de la saison.
La Juventus dispute son premier match le dimanche 4 septembre 1966, parvenant à s'imposer après les prolongations grâce à un unique but de De Paoli contre Savone. Le second tour est passé plus facilement, avec un large succès 3 buts à rien contre Arezzo (doublé de Zigoni et but de Leoncini). L'affaire se corse à nouveau lors du 3e tour avec un succès final 5 buts à 2 mais au bout des prolongations, contre le Lanerossi Vicence le 1er mars (doublés de De Paoli et Menichelli et un but de Stacchini). Durant les quarts-de-finale, la Juve se retrouve face à Bologne, qu'elle parvient après un score de un but partout au bout du temps règlementaire (réalisation juventina de Zigoni) à éliminer 4-3 après séance de tirs au but. Auteurs d'un parcours compliqué, les bianconeri se retrouvent dans le dernier carré face au grand Milan, et c'est à nouveau au bout des prolongations que les lombards parviennent à l'emporter sur le fil 2 buts à 1 (malgré un but de Del Sol), l'aventure turinoise s'arrêtant ici pour cette saison en coupe nationale.

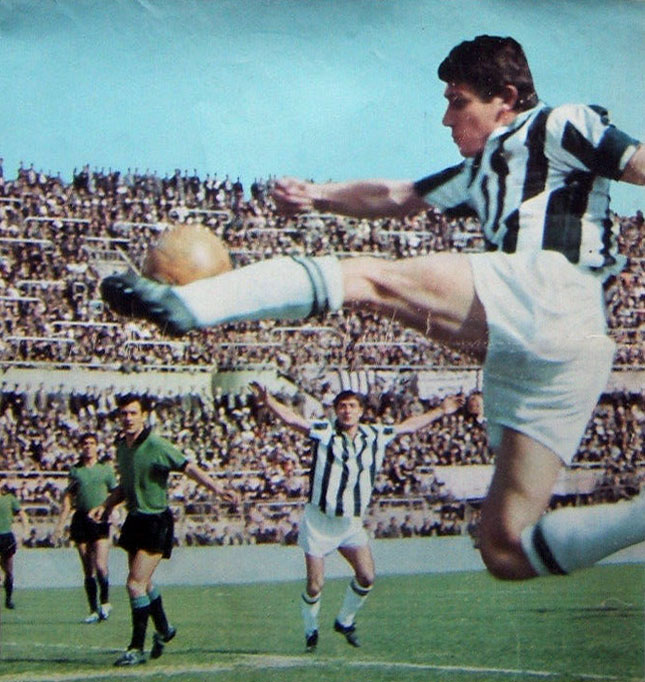
Le milieu de terrain Leoncini dans le match de championnat du 23 avril 1967 contre le Venise au stade communal de Turin (2-1); en arrière-plan, le milieu offensif Menichelli — meilleur buteur bianconero du saison — observe l'action de son coéquipier.

Après un an d'absence dans la compétition, la Vieille Dame a rendez-vous cette année avec la Coupe des villes de foires 1966-1967, se retrouvant pour leur première rencontre opposés dès le 11 septembre aux grecs de l'Aris Salonique, qu'ils battent chez eux en Grèce 2-0 (avec Del Sol et Menichelli comme buteurs) avant de les écraser au retour cinq buts à rien à Turin (avec des buts de Menichelli, Favalli (doublé), De Paoli et Athanasiadis contre son camp). Le 9 novembre, la Juventus se retrouve au tour d'après contre le club portugais de Vitória Setúbal. Au match aller en Italie, elle marque un bon point à s'imposant par 3 à 1 grâce aux buts de Càstano, Favalli et Del Sol, puis creuse ensuite tranquillement l'avantage au retour avec une victoire 2-0 (réalisations de Gori et De Paoli). Le 8 février a lieu le premier match des 8e-de-finale, que les turinois doivent jouer contre l'équipe écossaise de Dundee United, avec à la clé une qualification à la suite de la victoire 3 buts à zéro à l'aller (à la suite d'un doublé de Chinesinho et un but de Menichelli) puis à la défaite 1-0 du retour. Un peu moins de trois semaines plus tard, les zèbres se retrouvent opposés au yougoslaves du Dinamo Zagreb, les deux clubs ne pouvant se départager (score final 2 partout avec des réalisations juventine de Zigoni et de Stacchini) lors du premier match au Stadio Comunale. Au second match, décisif, ce furent finalement les yougoslaves qui eurent raison des zèbres avec un score sans appel de 3 buts à zéro, signant la fin de la compétition pour les bianconeri.
N'ayant plus remporté un seul scudetto depuis la fin de l'ère dorée du « Trio magique » (soit depuis la saison 1960-61), la Juventus FC et son système du movimiento entre cette année dans le bain de la Serie A à la mi-septembre, dominé depuis quelques années par l'Inter.
Le 18 septembre 1966, elle commence pourtant bien mal sa saison et se fait surprendre 2 buts à 0 sur le terrain de l'Atalanta, mais se rattrape dès la journée suivante en écrasant à domicile 3 à 0 Lecco (grâce aux réalisations de Leoncini, Menichelli et De Paoli). Deux semaines plus tard débuta pour la Vecchia Signora une série de deux nuls sans aucun but, avant une nouvelle victoire 3-0 le 23 octobre sur Foggia (but de Leoncini et doublé de Menichelli). Dans une spirale positive, le club du Piémont ne perd à nouveau que lors de la 10e journée à l'Olimpico lors d'un but contre son camp de Bercellino à la dernière minute contre la Roma, tout cela avant de terminer l'année 1966 avec un bilan de 2 succès et de 2 matchs nuls. Le 8 janvier 1967, pour la première rencontre de la nouvelle année, malgré un but de Zigoni, les turinois terminent le match contre Mantoue à un but partout pour la 3e fois d'affilée. C'est lors de la 20e journée qu'ils remportent enfin à nouveau un large succès, une victoire 4-1 contre la Fiorentina à Turin (avec des buts de Del Sol, Menichelli sur doublé et de De Paoli), mais, bien que ne perdant pas, ils n'arrivent tout de même pas à remporter une série de succès consécutifs (4 matchs nuls entre les 21e et 25e journées). Le 2 avril, la Juve bat Naples 2 buts à rien (réalisations de Zigoni et de Salvadore) puis la Roma sur le même score la semaine suivante (avec des buts de Menichelli et Zigoni), avant de perdre ensuite à Milan lors de la 30e journée un match crucial pour la course au titre face aux rossoneri qui les battent par 3 à 1 (malgré un but juventino de Menichelli).

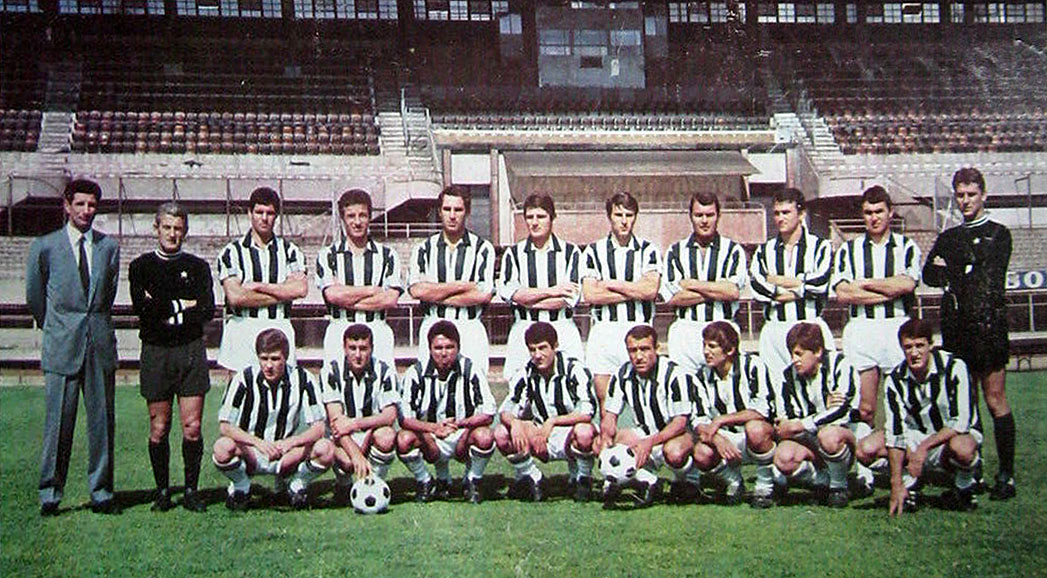
La Juventus du movimiento champions d'Italie

La semaine suivante, le dimanche 7 mai au Stadio Comunale, a lieu le choc de la saison entre la Juventus FC et sa rivale de l'Internazionale, la rencontre la plus importante de l'année pour les deux clubs. Au coude à coude avec l'Inter tout au long de la saison, ce match, aux airs de finale, fut remporté par les bianconeri grâce à un but de Favalli. La Juve, ayant repris un sérieux avantage sur son rival nerazzuro enchaîne ensuite avec un nul et une victoire, et c'est lors de l'ultime journée que tout se joue entre les deux protagonistes, disposant du même nombre de points, lors d'un duel à distance pour le sacre de champion national. À la suite d'une erreur du gardien interiste Giuliano Sarti, l'Inter fut mise en échec 2-1 à Mantoue, tandis que les bianconeri remportèrent leur match à domicile 2-1 face à la Lazio grâce aux buts de Bercellino et Zigoni, donnant leur 13e titre aux turinois.
Avec finalement un point d'avance sur les Milanais à l'issue des 34 journées, la Juventus Football Club, forte de ses 18 succès pour 13 nuls et 3 défaites, remporte cette Serie A 1966-1967, premier scudetto du club depuis 6 ans, championne lors de la dernière journée du championnat.
Ce nouveau titre, dont l'entraîneur paraguayen Heriberto Herrera dit HH²  en est évidemment le principal acteur avec son movimiento fait d'abnégation et d'intensité, marque une page de l'histoire du club. La Juventus, "sa" Juventus, fut donc à cette époque appelée unanimement la « Juve Operaia »,, (en français la Juve travailleuse).
L'attaquant bianconero Giampaolo Menichelli termine quant à lui cette saison pour la 3e année consécutive meilleur buteur du club avec ses 16 buts.
Le 22 juin, le club se voit offrir par le CONI (Comité national olympique italien) la Stella d'oro al Merito Sportivo en reconnaissance de sa remarquable contribution au sport italien.
Cinq jours plus tard, le 27, la société devient un des premiers clubs de football de l'histoire à devenir une société par actions (en italien : società per azioni, abrégé en S.p.A.), rentrant dans le club très fermé des sociétés footballistiques par action.
Le club du Piémont a enfin réussi à remporter un nouveau titre national, s'appuyant sur une base solide, surtout défensivement.

## Déroulement de la saison

### Résultats en championnat
- Phase aller

| dimanche 18 septembre 1966 1re journée | Atalanta | 0 - 2                         | Juventus | Stadio Atleti Azzurri d'Italia, Bergame 16h30 Arbitre : Bernardis |
| dimanche 18 septembre 1966 1re journée |          | 39e Chinesinho · 63e Leoncini |          | Stadio Atleti Azzurri d'Italia, Bergame 16h30 Arbitre : Bernardis |

| dimanche 25 septembre 1966 2e journée | Juventus                                     | 3 - 0 | Lecco | Stadio Comunale, Turin 15h00 Arbitre : Varazzani |
| dimanche 25 septembre 1966 2e journée | Leoncini 45e · Menichelli 64e · De Paoli 89e |       |       | Stadio Comunale, Turin 15h00 Arbitre : Varazzani |

| dimanche 2 octobre 1966 3e journée | Fiorentina | 1 - 2 | Juventus                     | Stadio Comunale, Florence 15h00 Arbitre : Lo Bello |
| dimanche 2 octobre 1966 3e journée | Hamrin 77e |       | 43e Salvadore · 85e De Paoli | Stadio Comunale, Florence 15h00 Arbitre : Lo Bello |

| dimanche 9 octobre 1966 4e journée | Juventus | 0 - 0 | Brescia | Stadio Comunale, Turin 15h00 Arbitre : Toselli |
| dimanche 9 octobre 1966 4e journée |          |       |         | Stadio Comunale, Turin 15h00 Arbitre : Toselli |

| dimanche 16 octobre 1966 5e journée | Torino | 0 - 0 | Juventus | Stadio Comunale, Florence 15h00 32 659 spectateurs Arbitre : Bernardis |
| dimanche 16 octobre 1966 5e journée |        |       |          | Stadio Comunale, Florence 15h00 32 659 spectateurs Arbitre : Bernardis |

| dimanche 23 octobre 1966 6e journée | Juventus                          | 3 - 0 | Foggia | Stadio Comunale, Turin 14h30 Arbitre : Bigi |
| dimanche 23 octobre 1966 6e journée | Leoncini 29e · Menichelli 32e 70e |       |        | Stadio Comunale, Turin 14h30 Arbitre : Bigi |

| dimanche 6 novembre 1966 7e journée | SPAL        | 1 - 1 | Juventus         | Stadio Comunale, Ferrare 14h30 Arbitre : Francescon |
| dimanche 6 novembre 1966 7e journée | Rozzoni 14e |       | 70e (csc) Bozzao | Stadio Comunale, Ferrare 14h30 Arbitre : Francescon |

| dimanche 13 novembre 1966 8e journée | Juventus     | 1 - 0 | Cagliari | Stadio Comunale, Turin 14h30 Arbitre : Lo Bello |
| dimanche 13 novembre 1966 8e journée | De Paoli 82e |       |          | Stadio Comunale, Turin 14h30 Arbitre : Lo Bello |

| dimanche 20 novembre 1966 9e journée | Naples | 0 - 1       | Juventus | Stadio San Paolo, Naples 14h30 Arbitre : Sbardella |
| dimanche 20 novembre 1966 9e journée |        | 86e Favalli |          | Stadio San Paolo, Naples 14h30 Arbitre : Sbardella |

| dimanche 4 décembre 1966 10e journée | Roma                 | 1 - 0 | Juventus | Stadio Olimpico, Rome 14h30 Arbitre : Angonese |
| dimanche 4 décembre 1966 10e journée | Bercellino 90e (csc) |       |          | Stadio Olimpico, Rome 14h30 Arbitre : Angonese |

| dimanche 11 décembre 1966 11e journée | Juventus                      | 2 - 1 | Bologne      | Stadio Comunale, Turin 14h30 Arbitre : De Marchi |
| dimanche 11 décembre 1966 11e journée | Menichelli 3e · Salvadore 72e |       | 40e Pascutti | Stadio Comunale, Turin 14h30 Arbitre : De Marchi |

| dimanche 18 décembre 1966 12e journée | Venise | 0 - 2                               | Juventus | Stadio Pierluigi Penzo, Venise 14h30 Arbitre : D'Agostini |
| dimanche 18 décembre 1966 12e journée |        | 35e Salvadore · 39e (pen.) De Paoli |          | Stadio Pierluigi Penzo, Venise 14h30 Arbitre : D'Agostini |

| samedi 24 décembre 1966 13e journée | Juventus     | 1 - 1 | Milan             | Stadio Comunale, Turin 14h30 Arbitre : Pieroni |
| samedi 24 décembre 1966 13e journée | De Paoli 80e |       | 34e (csc) Càstano | Stadio Comunale, Turin 14h30 Arbitre : Pieroni |

| samedi 31 décembre 1966 14e journée | Inter       | 1 - 1 | Juventus       | Stadio San Siro, Milan 14h30 Arbitre : Sbardella |
| samedi 31 décembre 1966 14e journée | Mazzola 75e |       | 44e Menichelli | Stadio San Siro, Milan 14h30 Arbitre : Sbardella |

| dimanche 8 janvier 1967 15e journée | Juventus  | 1 - 1 | Mantoue      | Stadio Comunale, Turin 14h30 Arbitre : Gussoni |
| dimanche 8 janvier 1967 15e journée | Zigoni 3e |       | 80e Trombini | Stadio Comunale, Turin 14h30 Arbitre : Gussoni |

| dimanche 15 janvier 1967 16e journée | Juventus                      | 2 - 0 | Lanerossi Vicence | Stadio Comunale, Turin 14h30 Arbitre : Monti |
| dimanche 15 janvier 1967 16e journée | Bercellino 58e · De Paoli 69e |       |                   | Stadio Comunale, Turin 14h30 Arbitre : Monti |

| dimanche 22 janvier 1967 17e journée | Lazio | 0 - 0 | Juventus | Stadio Olimpico, Rome 14h30 Arbitre : De Marchi |
| dimanche 22 janvier 1967 17e journée |       |       |          | Stadio Olimpico, Rome 14h30 Arbitre : De Marchi |

- Phase retour

| dimanche 29 janvier 1967 18e journée | Juventus | 0 - 0 | Atalanta | Stadio Comunale, Turin 14h30 Arbitre : Francescon |
| dimanche 29 janvier 1967 18e journée |          |       |          | Stadio Comunale, Turin 14h30 Arbitre : Francescon |

| dimanche 5 février 1967 19e journée | Lecco               | 1 - 3 | Juventus                             | Stadio Mario Rigamonti, Lecco 15h00 Arbitre : Di Tonno |
| dimanche 5 février 1967 19e journée | Salvadore 74e (csc) |       | 41e Gori · 63e De Paoli · 87e Zigoni | Stadio Mario Rigamonti, Lecco 15h00 Arbitre : Di Tonno |

| dimanche 12 février 1967 20e journée | Juventus                                       | 4 - 1 | Fiorentina  | Stadio Comunale, Turin 15h00 Arbitre : Pieroni |
| dimanche 12 février 1967 20e journée | Del Sol 7e · Menichelli 34e 90e · De Paoli 54e |       | 80e Bertini | Stadio Comunale, Turin 15h00 Arbitre : Pieroni |

| dimanche 19 février 1967 21e journée | Brescia   | 1 - 1 | Juventus   | Stadio Mario Rigamonti, Brescia 15h00 Arbitre : Lo Bello |
| dimanche 19 février 1967 21e journée | Troja 78e |       | 34e Zigoni | Stadio Mario Rigamonti, Brescia 15h00 Arbitre : Lo Bello |

| dimanche 26 février 1967 22e journée | Juventus | 0 - 0 | Torino | Stadio Comunale, Turin 15h00 25 530 spectateurs Arbitre : Sbardella |
| dimanche 26 février 1967 22e journée |          |       |        | Stadio Comunale, Turin 15h00 25 530 spectateurs Arbitre : Sbardella |

| dimanche 5 mars 1967 23e journée | Foggia | 0 - 0 | Juventus | Stadio Pino Zaccheria, Foggia 15h00 Arbitre : D'Agostini |
| dimanche 5 mars 1967 23e journée |        |       |          | Stadio Pino Zaccheria, Foggia 15h00 Arbitre : D'Agostini |

| dimanche 12 mars 1967 24e journée | Juventus       | 2 - 1 | SPAL     | Stadio Comunale, Turin 15h00 Arbitre : Bernardis |
| dimanche 12 mars 1967 24e journée | Zigoni 23e 61e |       | 25e Reja | Stadio Comunale, Turin 15h00 Arbitre : Bernardis |

| dimanche 19 mars 1967 25e journée | Cagliari | 0 - 0 | Juventus | Stadio Amsicora, Cagliari 15h00 Arbitre : Pieroni |
| dimanche 19 mars 1967 25e journée |          |       |          | Stadio Amsicora, Cagliari 15h00 Arbitre : Pieroni |

| dimanche 2 avril 1967 26e journée | Juventus                   | 2 - 0 | Naples | Stadio Comunale, Turin 15h30 Arbitre : Francescon |
| dimanche 2 avril 1967 26e journée | Zigoni 52e · Salvadore 55e |       |        | Stadio Comunale, Turin 15h30 Arbitre : Francescon |

| dimanche 9 avril 1967 27e journée | Juventus                   | 2 - 0 | Roma | Stadio Comunale, Turin 15h30 Arbitre : Di Tonno |
| dimanche 9 avril 1967 27e journée | Menichelli 8e · Zigoni 43e |       |      | Stadio Comunale, Turin 15h30 Arbitre : Di Tonno |

| dimanche 16 avril 1967 28e journée | Bologne               | 2 - 0 | Juventus | Stadio Comunale, Bologne 15h30 Arbitre : Pieroni |
| dimanche 16 avril 1967 28e journée | Haller 4e · Turra 43e |       |          | Stadio Comunale, Bologne 15h30 Arbitre : Pieroni |

| dimanche 23 avril 1967 29e journée | Juventus                  | 2 - 1 | Venise       | Stadio Comunale, Turin 15h30 Arbitre : Marengo |
| dimanche 23 avril 1967 29e journée | Bercellino 81e (pen.) 83e |       | 30e Mencacci | Stadio Comunale, Turin 15h30 Arbitre : Marengo |

| dimanche 30 avril 1967 30e journée | Milan                                  | 3 - 1 | Juventus       | Stadio San Siro, Milan 16h00 Arbitre : Francescon |
| dimanche 30 avril 1967 30e journée | Sormani 30e · Rosato 34e · Lodetti 63e |       | 25e Menichelli | Stadio San Siro, Milan 16h00 Arbitre : Francescon |

| dimanche 7 mai 1967 31e journée | Juventus    | 1 - 0 | Inter | Stadio Comunale, Turin 16h00 Arbitre : Lo Bello |
| dimanche 7 mai 1967 31e journée | Favalli 71e |       |       | Stadio Comunale, Turin 16h00 Arbitre : Lo Bello |

| dimanche 14 mai 1967 32e journée | Mantoue    | 1 - 1 | Juventus      | Stadio Danilo Martelli, Mantoue 16h00 Arbitre : Sbardella |
| dimanche 14 mai 1967 32e journée | Spelta 65e |       | 3e Menichelli | Stadio Danilo Martelli, Mantoue 16h00 Arbitre : Sbardella |

| dimanche 21 mai 1967 33e journée | Lanerossi Vicence | 0 - 1          | Juventus | Stadio Romeo Menti, Vicence 16h00 Arbitre : Lo Bello |
| dimanche 21 mai 1967 33e journée |                   | 65e Menichelli |          | Stadio Romeo Menti, Vicence 16h00 Arbitre : Lo Bello |

| jeudi 1er juin 1967 34e journée | Juventus                    | 2 - 1 | Lazio                 | Stadio Comunale, Turin 16h30 Arbitre : Monti |
| jeudi 1er juin 1967 34e journée | Bercellino 47e · Zigoni 62e |       | 87e (pen.) Di Pucchio | Stadio Comunale, Turin 16h30 Arbitre : Monti |

#### Classement
|  |    | Classement final 1966-1967 | Pts | MJ | V  | N  | D | BP | BC | Dif |
|  | -- | -------------------------- | --- | -- | -- | -- | - | -- | -- | --- |
|  | 1. | Juventus                   | 49  | 34 | 18 | 13 | 3 | 44 | 19 | +25 |
|  | 2. | Inter                      | 48  | 34 | 19 | 10 | 5 | 59 | 22 | +37 |
|  | 3. | Bologne                    | 45  | 34 | 18 | 9  | 7 | 48 | 27 | +21 |

| 13e titre La Juventus championne d'Italie de Serie A de 1966-1967 |

### Résultats en coupe
- 1er tour éliminatoire

| dimanche 4 septembre 1966 | Savone | 0 - 1 (a.p.) | Juventus | Stadio Valerio Bacigalupo, Savone Arbitre : Bernardis |
| dimanche 4 septembre 1966 |        | 96e De Paoli |          | Stadio Valerio Bacigalupo, Savone Arbitre : Bernardis |

- 2e tour éliminatoire

| mercredi 2 novembre 1966 | Juventus | 3 - 0                         | Arezzo | Stadio Comunale, Turin Arbitre : Marchiori |
| mercredi 2 novembre 1966 |          | 11e 48e Zigoni · 75e Leoncini |        | Stadio Comunale, Turin Arbitre : Marchiori |

- 3e tour éliminatoire

| mercredi 1er mars 1967 | Lanerossi Vicence        | 2 - 5 (a.p.) | Juventus                                               | Stadio Romeo Menti, Vicence Arbitre : Varazzani |
| mercredi 1er mars 1967 | Da Silva 22e · Menti 72e |              | 2e 115e De Paoli · 53e 101e Menichelli · 98e Stacchini | Stadio Romeo Menti, Vicence Arbitre : Varazzani |

- Quarts-de-finale

| jeudi 4 mai 1967 | Bologne                                                               | 1 - 1 (3 - 4 aux t.a.b.) | Juventus                                                              | Stadio Comunale, Bologne Arbitre : Angonese |
| jeudi 4 mai 1967 | Fogli 89e · Tirs au but : · Bulgarelli · Bulgarelli · Perani · Perani |                          | 5e Zigoni · : Tirs au but · De Paoli · De Paoli · De Paoli · De Paoli | Stadio Comunale, Bologne Arbitre : Angonese |

- Demi-finale

| mercredi 7 juin 1967 | Juventus    | 1 - 2 (a.p.) | Milan                    | Stadio Comunale, Turin Arbitre : Di Tonno |
| mercredi 7 juin 1967 | Del Sol 38e |              | 10e Mora · 116e Amarildo | Stadio Comunale, Turin Arbitre : Di Tonno |

### Résultats en coupe des villes de foires
- 32e-de-finale

| dimanche 11 septembre 1966 Match aller | Aris Salonique | 0 - 2                        | Juventus | Stade Kleánthis-Vikelídis, Salonique 21h00 Arbitre : Dusch |
| dimanche 11 septembre 1966 Match aller |                | 30e Del Sol · 54e Menichelli |          | Stade Kleánthis-Vikelídis, Salonique 21h00 Arbitre : Dusch |

| mercredi 21 septembre 1966 Match retour | Juventus                                                                 | 5 - 0 | Aris Salonique | Stadio Comunale, Turin 21h30 Arbitre : Paterson |
| mercredi 21 septembre 1966 Match retour | Menichelli 30e · Favalli 35e 86e · De Paoli 64e · Athanasiadis 64e (csc) |       |                | Stadio Comunale, Turin 21h30 Arbitre : Paterson |

- 16e-de-finale

| mercredi 9 novembre 1966 Match aller | Juventus                                | 3 - 1 | Vitoria Setúbal  | Stadio Comunale, Turin 15h00 Arbitre : Héliès |
| mercredi 9 novembre 1966 Match aller | Càstano 72e · Favalli 75e · Del Sol 88e |       | 8e Carlos Manuel | Stadio Comunale, Turin 15h00 Arbitre : Héliès |

| mercredi 30 novembre 1966 Match retour | Vitoria Setúbal | 0 - 2                   | Juventus | Estádio do Bonfim, Setúbal Arbitre : Dagnall |
| mercredi 30 novembre 1966 Match retour |                 | 10e Gori · 53e De Paoli |          | Estádio do Bonfim, Setúbal Arbitre : Dagnall |

- 8e-de-finale

| mercredi 8 février 1967 Match aller | Juventus                            | 3 - 0 | Dundee United | Stadio Comunale, Turin 15h00 Arbitre : Keller |
| mercredi 8 février 1967 Match aller | Chinesinho 28e 68e · Menichelli 66e |       |               | Stadio Comunale, Turin 15h00 Arbitre : Keller |

| mercredi 8 mars 1967 Match retour | Dundee United | 1 - 0 | Juventus | Tannadice Park, Dundee 19h30 Arbitre : Roomer |
| mercredi 8 mars 1967 Match retour | Døssing 80e   |       |          | Tannadice Park, Dundee 19h30 Arbitre : Roomer |

- Quarts-de-finale

| mercredi 29 mars 1967 Match aller | Juventus                  | 2 - 2 | Dinamo Zagreb | Stadio Comunale, Turin 16h00 Arbitre : Heymann |
| mercredi 29 mars 1967 Match aller | Zigoni 3e · Stacchini 77e |       | 13e 69e Jukic | Stadio Comunale, Turin 16h00 Arbitre : Heymann |

| mercredi 19 avril 1967 Match retour | Dinamo Zagreb                    | 3 - 0 | Juventus | Stadion Maksimir, Zagreb Arbitre : Schiller |
| mercredi 19 avril 1967 Match retour | Novak 3e · Mesic 65e · Belin 72e |       |          | Stadion Maksimir, Zagreb Arbitre : Schiller |

### Matchs amicaux
| dimanche 21 août 1966 | Biellese | 0 - 3            | Juventus |  |
| dimanche 21 août 1966 |          | Buteurs inconnus |          |  |

| samedi 27 août 1966 | Hellas Vérone | 0 - 1          | Juventus |  |
| samedi 27 août 1966 |               | Buteur inconnu |          |  |

| mardi 30 août 1966 | Monza            | 2 - 4 | Juventus         |  |
| mardi 30 août 1966 | Buteurs inconnus |       | Buteurs inconnus |  |

| jeudi 29 septembre 1966 | Ravenne | 0 - 3                                        | Juventus | Stadio Bruno Benelli, Ravenne 17h00 Arbitre : Bigi |
| jeudi 29 septembre 1966 |         | Chinesinho 10e · Menichelli 32e · Zigoni 68e |          | Stadio Bruno Benelli, Ravenne 17h00 Arbitre : Bigi |

| vendredi 16 juin 1967 | Juventus | 0 - 3            | Dynamo Kiev |  |
| vendredi 16 juin 1967 |          | Buteurs inconnus |             |  |

| mardi 20 juin 1967 | Ponzone | 0 - 8            | Juventus |  |
| mardi 20 juin 1967 |         | Buteurs inconnus |          |  |

## Effectif du club
Effectif des joueurs de la Juventus Football Club lors de la saison 1966-1967.

## Buteurs
Voici ici les buteurs de la Juventus Football Club toutes compétitions confondues.
| 16 buts - Giampaolo Menichelli 13 buts - Virginio De Paoli 12 buts - Gianfranco Zigoni 5 buts - Erminio Favalli 4 buts - Giancarlo Bercellino - Luis del Sol - Gianfranco Leoncini - Sandro Salvadore | 3 buts - Chinesinho 2 buts - Adolfo Gori - Gino Stacchini 1 but - Ernesto Càstano |